# Tête de paysan
La Tête de paysan est un tableau de Kasimir Malevitch, réalisé à l'huile sur un support de contreplaqué, vers 1930. Il est exposé au musée Russe, à Saint-Pétersbourg.
Pour ce tableau, Malevitch prend comme structure de base le modèle de l'icône de la Sainte-Face, dite acheiropoïète, c'est-à-dire non faite de la main de l'homme, mais qui aurait miraculeusement inscrit sur du tissu la face du Christ. Pour cet artiste qui est d'origine polono-ukrainienne et paysanne, les emprunts à l'iconographie ne sont pas du domaine de la tricherie, mais au contraire une redécouverte, à travers l'étude des icônes, de l'art paysan de son pays natal ; de même qu'il se tourne aussi vers le loubok, estampe populaire russe, durant sa période primitiviste. 
Sur son tableau, les rayures polychromiques rappellent une vision aérienne de champs. Quelques avions peuplent l'espace ainsi qu'à gauche de minuscules corbeaux tournoyant au-dessus d'une coupole d'église orthodoxe. Les paysannes sur la bande verte rappellent les personnages de l'époque cubo-futuriste de l'artiste.